# Гаузен (Верхня Франконія)
Гаузен (нім. Hausen) — громада в Німеччині, розташована в землі Баварія. Підпорядковується адміністративному округу Верхня Франконія. Входить до складу району Форхгайм.
Площа — 13,52 км2. Населення становить 3804 ос. (станом на 31 грудня 2020).